# Adaílton Ladeira
Adaílton Ladeira (São Paulo, 23 de agosto de 1941) é um treinador e ex-futebolista brasileiro, que atuava como ponta-direita, meia-direita e centroavante. Atualmente, está sem clube.

## Carreira

### Como jogador
Depois de fazer sucesso jogando no futebol paulista, Ladeira — ex-atacante do Jaboticabal, São Paulo e América-SP — chegou ao Bangu para assumir a posição de titular durante o Campeonato Carioca de 1966. Iniciou muito bem o segundo turno, marcando três gols em dois jogos e depois diminuiu o ritmo. Na decisão contra o Flamengo, Ladeira foi, ao lado de Almir Pernambuquinho, a figura principal de um conflito generalizado. Aos 26 minutos do segundo tempo, Paulo Henrique e Ladeira trocaram pontapés no meio-campo, e o jogador do Flamengo queixou-se de ter levado um tapa no rosto. Almir, nas proximidades, veio correndo feito um louco e, depois de procurar Ladeira, deu-lhe um soco que pegou de raspão. Ladeira correu e Almir o perseguiu. Quando Ladeira passava perto de Itamar, este pulou com os dois pés em seu peito, escorando-o. Ladeira, inteiramente grogue, caiu ao chão e disso se aproveitou Almir para chutar sua cabeça, num bolo de jogadores. Após a balbúrdia, o Bangu sagrou-se campeão carioca.
Em 1968, foi negociado com o Náutico e, posteriormente, atuou no Guarani, onde se aposentou como jogador e iniciou-se como treinador.

## O Bangu virou "Houston Stars"
Em 1966, um grupo de empresários criou uma nova liga de futebol a North American Soccer League (NASL), em concorrência com a National Professional Soccer League (NPSL).
Em 1967, o Bangu foi convidado a participar de um torneio nos Estados Unidos promovido pela NASL, representando o Houston Stars. Além do Bangu, outros clubes a redor do mundo foram convidados e representaram clubes norte-americanos: Los Angeles Wolves (Wolverhampton, da Inglaterra), San Francisco Golden Gate Gales (ADO Den Haag, da Holanda), Chicago Mustangs (Cagliari, da Itália), Vancouver Royal Canadians (Sunderland, da Inglaterra) e Dallas Tornado (Dundee United, da Escócia).

### Como treinador
Formado em Educação Física pela PUC–SP, Adaílton virou treinador e nas categorias de base ele ganhou a confiança de todos sua volta. Anos mais tarde, Ladeira trabalharia no Corinthians e no Palmeiras, como treinador das divisões de base.
Começou a carreira Guarani, onde iniciou nos juniores e ficou por anos, ajudando na revelação de grandes jogadores, como Júlio César, Careca, João Paulo e Renato "Pé Murcho".
Já no União São João, o treinador descobriu o lateral Roberto Carlos[carece de fontes?], nos jogos regionais de Cordeirópolis. 
No Corinthians, o treinador faturou a Copa São Paulo de Futebol Júnior três vezes, e também o Campeonato Paulista Sub-20, em 1998.
Em outros clubes, Ladeira também revelou Giba durante um torneio em Rio Claro.

## Títulos

### Como jogador
Bangu
- Campeonato Carioca: 1966[15]

### Como treinador
Corinthians
- Copa São Paulo de Futebol Júnior: 2004,[16] 2005 e 2009[17]
- Campeonato Paulista Sub-20: 1998

Guarani
- Campeonato Paulista Sub-20: 1975
- Supercampeonato Paulista Sub-17: 1978

## Campanhas de destaque

### Como jogador
Náutico
- Taça Brasil (atual Campeonato Brasileiro - Série A): 1967 (vice-campeão)

### Como treinador
Corinthians
- Campeonato Paulista Sub-20: 2004 (vice-campeão)[18]